# Jean Becker (regissör)
Jean Becker, född 10 maj 1933 i Paris, är en fransk regissör och skådespelare.

## Filmografi
- Un nommé La Rocca (1961)
- En svindlande affär (1964)
- Pas de caviar pour tante Olga (1965)
- Charmören (1966)
- L’Été meurtrier (1983)
- Contre l'oubli (1991)
- Elisa (Élisa, 1995)
- Sommar vid Loire (Les Enfants du marais, 1999)
- Un crime au paradis (2001)
- Effroyables jardins (2002)
- Samtal med min trädgårdsmästare (2007)
- Mina dagar med Margueritte (2010)